# David Hurley
David John Hurley (Wollongong, 26 de agosto de 1953) é um ex-oficial do Exército Australiano e governador-geral da Austrália, entre 2019 e 2024. Anteriormente, foi o 38º governador de Nova Gales do Sul, entre 2014 a 2019.

## Biografia
Filho de Norma e James Hurley, seu pai era um metalúrgico de Illawarra e sua mãe trabalhava em um supermercado. Ele cresceu em Port Kembla e cursou o ensino básico na Port Kembla High School, completou seu ensino superior em 1971, onde formou-se em bacharelado em artes e diploma de estudos em defesa pelo Royal Military College, em 1975. 
David recebeu um doutorado honorário em letras da Universidade de Wollongong em 2013; também é doutor honoris causa, pela Universidade de New South Wales grau alcançado em 2015; Fellow da Academia Australiana de Tecnologia e Engenharia em 2016; e recebeu um doutorado honorário da Universidade Macquarie em 2017. 

## Carreira Militar
Hurley juntou-se ao exército australiano em janeiro de 1972, graduando-se no Royal Military College. Em uma longa e distinta carreira militar de 42 anos, seu serviço culminou com sua nomeação para o cargo de Chefe da Força de Defesa. Hurley comandou o Primeiro Batalhão, o Regimento Real da Austrália, durante a Operação SOLACE, na Somália, em 1993. Após a promoção ao cargo de coronel, foi nomeado Chefe do Estado-Maior da Primeira Divisão em junho de 1994, frequentando o Colégio de Guerra do Exército dos EUA em 1996 e 1997. David comandou a Primeira Brigada de 1999 a 2000 em Darwin, apoiando operações lideradas pela Austrália em Timor-Leste, seguidamente fora promovido a diversos cargos no escalão militar australiano até alcançar o cargo de general, sua nomeação como chefe das forças de defesa em 4 de julho de 2011 foi um de seus últimos cargos militar, aposentou-se em 30 de junho de 2014. Antes de assumir o cargo de governador-geral, David Hurley exerceu cargo político de governador de Nova Gales do Sul de outubro de 2014 a maio de 2019.

## Governo de Nova Gales do Sul
Em 5 de junho de 2014, o primeiro-ministro de Nova Gales do Sul, Mike Baird, anunciou que Hurley substituiria Dame Marie Bashir como Governadora de Nova Gales do Sul: ele assumiu o cargo em 2 de outubro de 2014, após a expiração do mandato de Bashir como governadora. Em 17 de março de 2015, ele foi investido como Cavaleiro da Ordem de São João (uma honra britânica) pelo Senhor Prior da Ordem, Neil Conn, em uma cerimônia na Casa do Governo, em Sydney.